# قرار ملاقات (ترانه اینا)
«قرار ملاقات» تک‌آهنگی از هنرمند اهل رومانی اینا است که در سال ۲۰۱۶ میلادی منتشر شد.
این تک‌آهنگ در چارت‌های در رتبه اول قرار گرفت.